# DB Cargo Polska

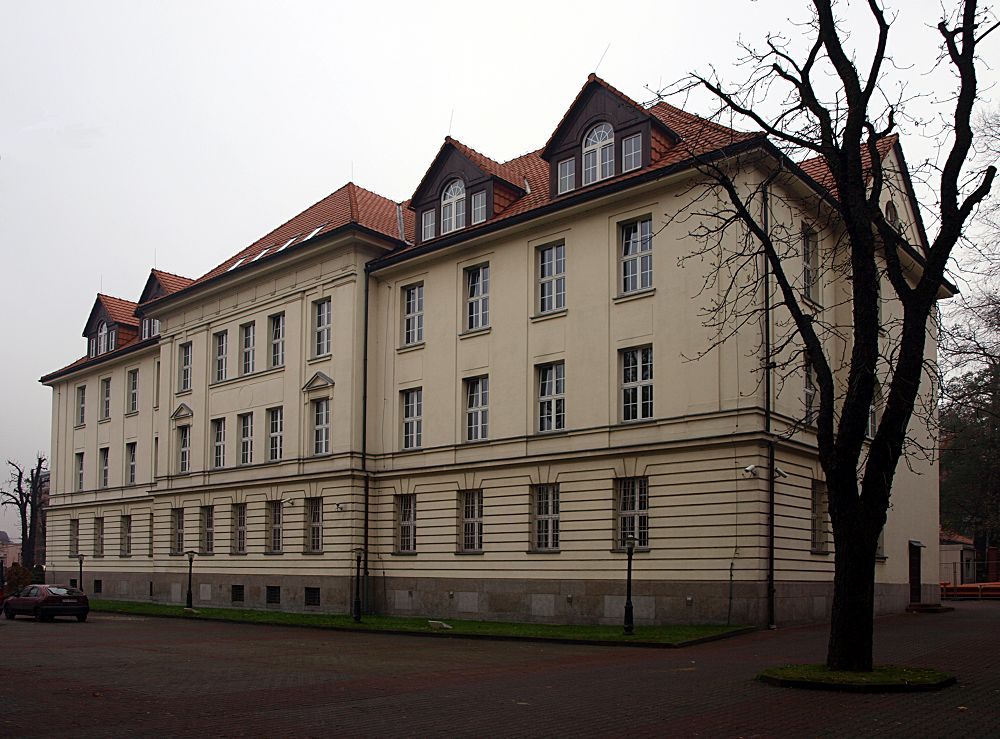
Siedziba spółki

DB Cargo Polska (do kwietnia 2016 DB Schenker Rail Polska) – polskie przedsiębiorstwo z siedzibą w Zabrzu zajmujące się przewozami kolejowymi, wydobyciem piasku, obsługą bocznic oraz utrzymaniem taboru. Od lipca 2009 wchodzi w skład niemieckiego koncernu Deutsche Bahn.
Obecną grupę DB Cargo Polska utworzyły dwie grupy kapitałowe – PCC Logistics (wraz z grupą Rybnik) oraz PTK Holding. Spółki stanowiące trzon wspomnianych grup kapitałowych działały na polskim rynku od kilkudziesięciu lat.

## Historia
Przedsiębiorstwo wywodzi się pierwotnie z Przedsiębiorstwa Materiałów Podsadzkowych Przemysłu Węglowego w Katowicach, z którego w 1990 r. wyodrębniona została Kopalnia Piasku „Szczakowa” S.A., a z niej PCC Rail Szczakowa S.A. przekształcona następnie w PCC Rail S.A.
Od lipca 2009 r. PCC Rail weszła w skład koncernu Deutsche Bahn (wcześniej należała do europejskiego koncernu PCC SE z siedzibą w Duisburgu), a od listopada tego samego roku do kwietnia 2016 nosiła nazwę DB Schenker Rail Polska S.A.
Tuż przed nabyciem przez Deutsche Bahn, głównym obszarem działalności grupy PTK Holding, w której skład wchodziło 7 podmiotów, była obsługa towarowych przewozów kolejowych oraz bocznic kolejowych, obsługa terminali kontenerowych, śródlądowego i morskiego, a także remonty taboru kolejowego, utrzymanie i naprawy układów torowych oraz prace ziemne.
Natomiast grupa PCC składała się przed akwizycją z ponad 20 spółek zależnych o zróżnicowanym profilu działalności, w tym obecny DB Port Szczecin. Głównym przedmiotem działalności grupy było świadczenie usług przewozowych z wykorzystaniem własnego taboru oraz eksploatacja i sprzedaż piasku dla celów podsadzania wyrobisk górniczych, budownictwa i odlewnictwa.
W lipcu 2009 nastąpiło nabycie przez koncern Deutsche Bahn grupy PCC Logistics, a we wrześniu 2009 – grupy PTK Holding. W tym samym czasie PCC Rail zmieniła nazwę na DB Schenker Rail Polska, a w 2010 PTK Holding – na DB Schenker Rail Zabrze.
Połączenie opisanych wyżej dwóch odrębnych podmiotów w jedną strukturę pod marką DB Schenker Rail Polska, stworzyło największe przedsiębiorstwo nienależące do polskiego Skarbu Państwa świadczące usługi kolejowych przewozów towarowych w Polsce. Przedsiębiorstwo należy do paneuropejskiej sieci kolejowej Deutsche Bahn.
3 stycznia 2011 r. nastąpiło połączenie w drodze przejęcia przez DB Schenker Rail Polska S.A. następujących spółek: DB Schenker Rail Rybnik S.A., DB Schenker Rail Zabrze S.A., Trawipol Sp. z o.o., NZTK Sp. z o.o., Energoport Sp. z o.o. oraz PUT Trans-PAK Sp. z o.o. W rezultacie kapitał spółki wzrósł z 5,72 mln PLN do 18,5 mln PLN.
29 kwietnia 2016 przedsiębiorstwo zmieniło nazwę z DB Schenker Rail Polska na DB Cargo Polska'.

## Działalność
DB Schenker Rail Polska powstała w 2009 roku w oparciu o przedsiębiorstwa funkcjonujące głównie w zakresie usług przewozu węgla. Obecnie, wykorzystując swoje położenie geograficzne oraz zaplecze dużej sieci logistycznej, tworzy rdzeń dla przewozów kolejowych w Europie Środkowej i Wschodniej. Przedsiębiorstwo wprowadziło do użytku lokomotywy typu Class 66.
Spółka posiada od października 2003 licencję na kolejowe przewozy towarowe. Obecnie jest to największy prywatny przewoźnik kolejowy w Polsce.
Do DB Cargo Polska należą także 3 zakłady napraw zajmujące się naprawą lokomotyw, wagonów i maszyn górniczych.
Spółka oferuje kompleksowe usługi transportowe i logistyczne. Specjalizuje się zarówno w transporcie węgla, jak również artykułów chemicznych, olei mineralnych i materiałów budowlanych. Dzięki współpracy z innymi spółkami grupy Deutsche Bahn, DB Cargo Polska zapewnia bezpośrednie połączenie do sieci jednowagonowej z Niemiec do Polski i z powrotem. Oferuje również transport transgraniczny na Ukrainę, Białoruś i do Rosji (w tym usługi takie jak międzynarodowy list przewozowy CIM oraz przeładunek po stronie białoruskiej).
Wolumen transportu wynosił w 2010 prawie 90 milionów ton, m.in. węgla, produktów chemicznych i materiałów budowlanych. Praca przewozowa była na poziomie 4 mld tonokilometrów. Przedsiębiorstwo posiada ponad 6700 wagonów i 380 lokomotyw (spalinowych oraz elektrycznych) oraz zatrudnia ok. 3155 pracowników.
Przedsiębiorstwo wykonuje również usługi bocznicowe, w ramach których wykonywane są przewozy w obrębie bocznic kolejowych, obsługa posterunków ruchu, punktów załadunkowych i wyładunkowych oraz remonty i bieżące utrzymanie infrastruktury kolejowej. Dzięki dostępowi do portów morskich w Szczecinie i Świnoujściu, DB Cargo Polska oferuje nie tylko transport pomiędzy portami i kontrahentami wewnątrz kraju, ale również do krajów Europy Środkowej i Zachodniej.

### Struktura organizacyjna
Spółki DB Cargo Polska:
- DB Cargo Polska S.A., Zabrze

- DB Port Szczecin Sp. z o.o., Szczecin
- Infra SILESIA S.A., Rybnik
- DB Cargo Spedkol Sp. z o.o., Kędzierzyn-Koźle[11]

### Oferowane usługi
Trzy główne produkty DB Cargo Polska to:
- skład całopociągowy[12]
- pociąg liniowy Śląsk[13]
- międzynarodowe przewozy towarowe (region wschodni)[14]

#### Składy całopociągowe

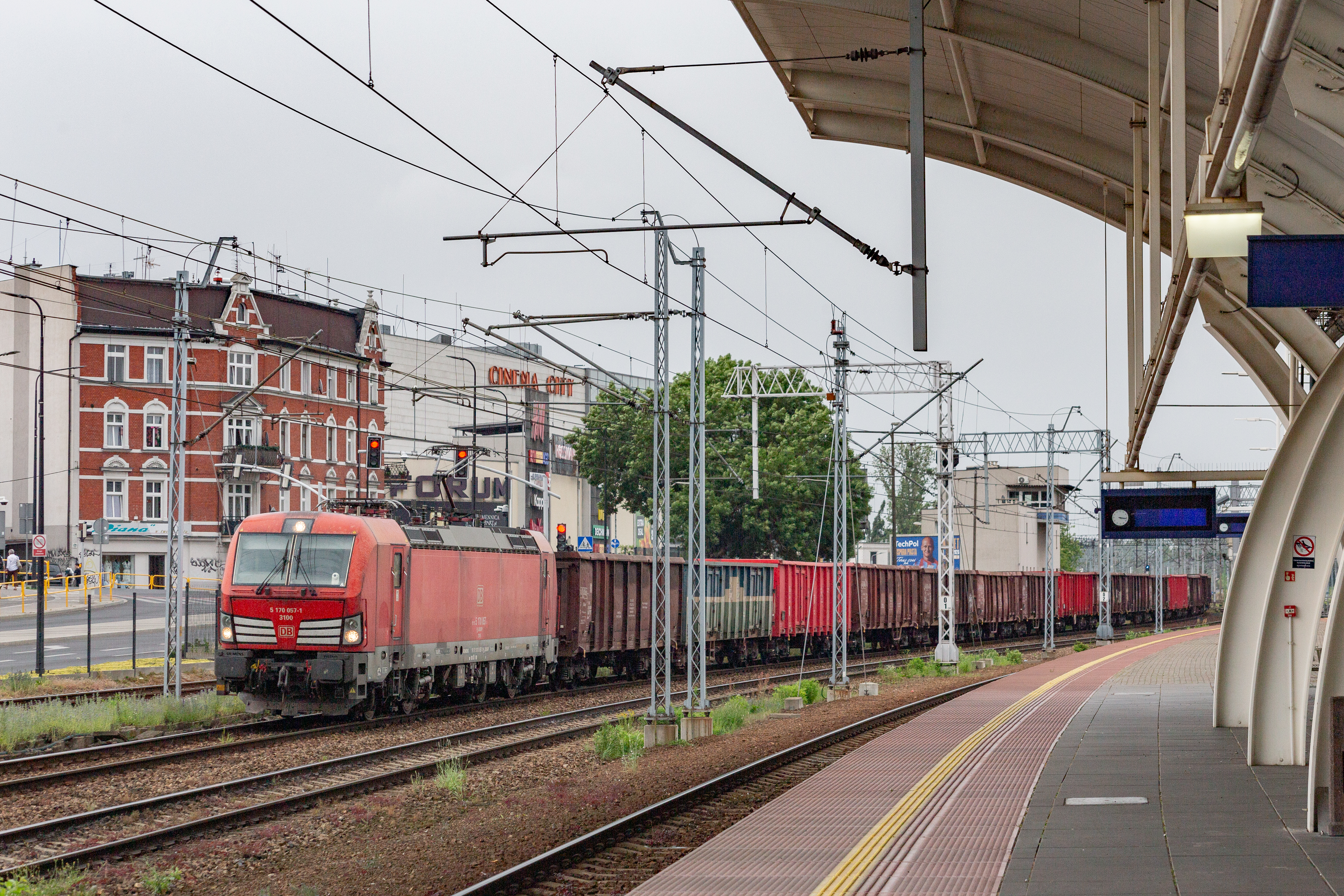
Siemens Vectron

Przewozy towarów masowych mogą zostać wykonane w składach całopociągowych na terenie Europy Środkowej i Zachodniej. Produkt ten jest głównym obszarem aktywności DB Cargo Polska i obejmuje transport węgla, materiałów budowlanych oraz produktów chemicznych.
Przesyłki transportowane odchodzą ze stacji początkowej do finalnego odbiorcy, bez konieczności rozdzielania i dołączania wagonów w trakcie przejazdu, co odbywa się na podstawie jednego listu przewozowego.

#### Pociąg liniowy Śląsk

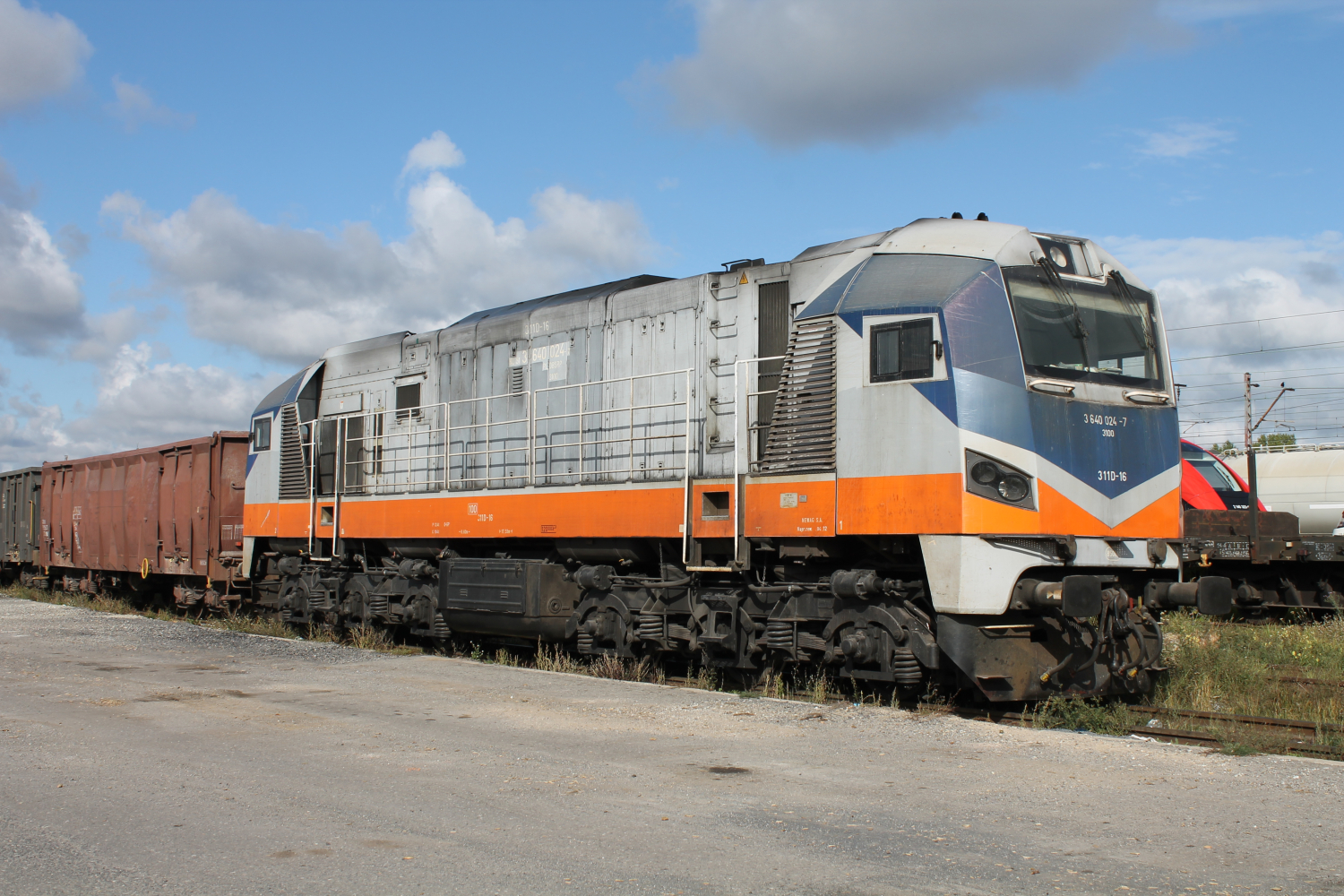
Newag 311D

Pociąg liniowy Śląsk jest ofertą połączenia liniowego pomiędzy Śląskiem a Europą Zachodnią, przez terytorium Niemiec. Umożliwia to transport towarów na obszarze całej Europy, ponadto obejmuje przewozy pojedynczych wagonów między stacją rozrządową w niemieckim Seddin (koło Berlina), a 22 punktami zdawczo-odbiorczymi w regionie Śląska, w okolicach miejscowości Wrocław Gądów, Kędzierzyn-Koźle, Gliwice oraz Jaworzno Szczakowa.
Pociąg przystosowany jest do przewozu surowców chemicznych, a także wyrobów stalowych oraz towarów konsumpcyjnych, takich jak np. sprzęt AGD.

#### Międzynarodowe przewozy towarowe
DB Cargo Polska oferuje również międzynarodowe przewozy towarowe. Wśród realizowanych przewozów znajduje się także tranzyt, import oraz eksport pomiędzy krajami bałtyckimi oraz krajami Europy Środkowej i Zachodniej.

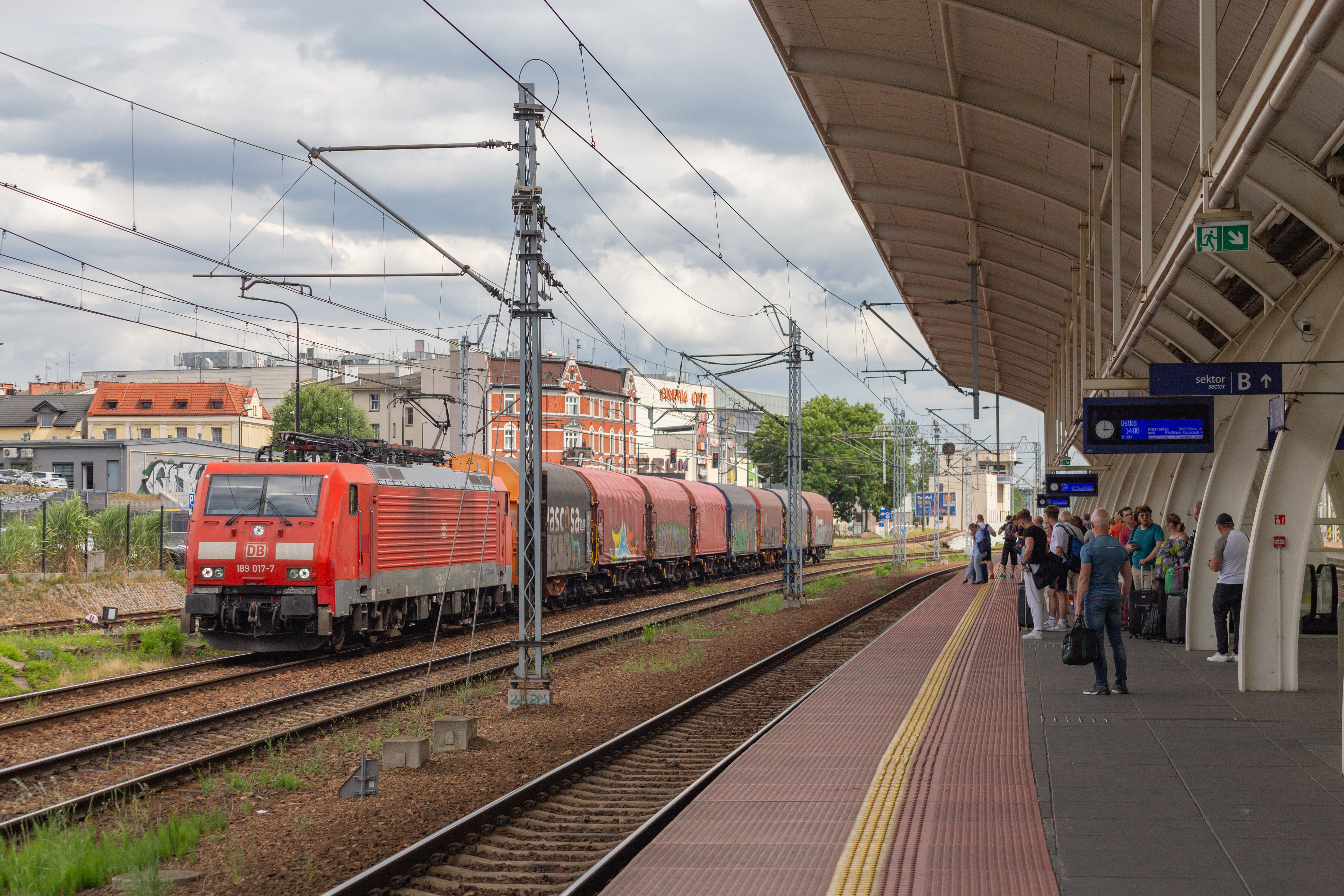
Siemens Eurosprinter